# Zungenspitzenphänomen
Das Zungenspitzenphänomen (auch TOT-Phänomen (tip-of-the-tongue) genannt) bezeichnet einen Zustand, in dem ein eigentlich bekanntes Wort zu einem bestimmten Zeitpunkt im mentalen Lexikon nicht oder nur teilweise verfügbar ist.

## Definition
Wenn eine Person ein Wort nicht wiedergeben kann, obwohl sie davon überzeugt ist, es eigentlich zu kennen, tritt das TOT-Phänomen und somit die Wortfindungssuche ein. Häufig wird der Zustand begleitet von dem frustrierenden Gefühl, dass sich der Ausdruck in mental „greifbarer“ Nähe befindet, sozusagen „auf der Zunge liegt“. Die umgangssprachliche Metapher wird nicht nur in Deutschland verwendet. Eine Umfrage ergab, dass in mindestens 44 weiteren Sprachen ein fast identischer Ausdruck benutzt wird:
- Englisch: „on the tip of the tongue“
- Französisch: „sur le bout de la langue“ (auch: „J’ai un trou dans la tête“ – Ich habe ein Loch in meinem Kopf)
- Spanisch: „en la punta de la lengua“
- Italienisch: „sulla punta della lingua“[3]

Es handelt sich also um ein universales, auch in anderen Sprachräumen auftretendes Phänomen. Die Bezeichnung „das TOT-Phänomen“ bzw. einfach „TOT“ hat sich daher auch in wissenschaftlichen Arbeiten etabliert.

## Vorkommen und Häufigkeit des TOT-Phänomens
Das Zungenspitzenphänomen wird, ähnlich wie Versprecher, nicht auf organische oder gesundheitliche Ursachen zurückgeführt. Die meisten Menschen erleben mindestens ein TOT pro Woche, es handelt sich daher nicht um eine außergewöhnliche, sondern vielmehr um eine alltägliche Erscheinung. Im Normalfall tritt die Erinnerung an das gesuchte Wort nach kürzeren oder längeren Zeiträumen wieder ein oder das Auffinden wird durch Stichwörter und Kontext begünstigt. TOTs lassen sich auch leicht experimentell hervorrufen und eignen sich daher gut für wissenschaftliche Studien. Forscher der Psycholinguistik nutzen das Phänomen zur Untersuchung der Struktur des mentalen Lexikons und der damit verbundenen Erforschung der Sprachproduktionsabläufe.

## Der Wortfindungsprozess im TOT-Zustand
Brown/McNeill untersuchten 1966 zum ersten Mal das Zungenspitzenphänomen. Sie konfrontierten Probanden mit Definitionen schwieriger bzw. selten gebrauchter Wörter (z. B. Nepotismus = Vetternwirtschaft). Wenn die Testpersonen das gesuchte Zielwort nicht sofort benennen konnten, befanden sie sich im TOT-Zustand und wurden gebeten, einen Fragebogen auszufüllen. Die Probanden konnten Angaben machen über:
- Wörter mit ähnlicher Bedeutung oder ähnlichem Klang
- die Anzahl der Silben
- die Anfangsbuchstaben

Brown/McNeill kamen zu dem Ergebnis, dass in ca. der Hälfte der Fälle die Anfangsbuchstaben und Silbenanzahl korrekt benannt werden konnten. Sowohl Wörter mit ähnlichen phonologischen als auch mit ähnlichen semantischen Eigenschaften wurden produziert. Eine Zweiteilung des mentalen Lexikons in eine semantische und eine phonologische Ebene ist daher nicht auszuschließen. Studien in anderen Sprachen konnten zeigen, dass Probanden außerdem in der Lage waren, das grammatische Geschlecht, die Wortart und den Artikel des Zielwortes anzugeben.

## Abhängigkeit von Alter und Frequenz
Aufbauend auf den Ergebnissen von Brown/McNeill, untersuchten Burke et al. (1991) das Auftreten des TOT-Phänomens in Abhängigkeit von den Faktoren Alter, Frequenz und zeitlicher Abstand zur letzten Nutzung von Eigennamen, Dingen und abstrakten Wörtern. Sie berufen sich in ihrer Studie auf die Node Structure Theory, die zu den interaktiven Aktivierungsmodellen zählt. Sie besagt, dass Informationen im mentalen Lexikon in einem Netzwerk aus interagierenden Knoten gespeichert sind, die wiederum aktiviert (Priming) werden müssen, bevor auf die Information zugegriffen werden kann. Im TOT-Zustand sind die Verbindungen zwischen den Knoten geschwächt, und ein Zugriff ist nicht möglich. So kann das Wort z. B. auf semantischer Ebene aktiviert worden sein, die Verbindung zur phonologischen Ebene ist aber unterbrochen, und es kann keine Benennung des gesuchten Wortes erfolgen. Findet jedoch ein phonologisches Priming mit Hilfe von ähnlich klingenden Wörtern statt, lässt sich die Anzahl der TOTs reduzieren.
Außerdem konnte bestätigt werden, dass ältere Personen häufiger TOTs erleben. Sie können sich besonders schlecht an Eigennamen erinnern und insgesamt weniger Teilinformationen zu den Zielwörtern angeben. Die Verbindungen zwischen den Knoten wird auch geschwächt, wenn das Wort seit längerer Zeit nicht mehr abgerufen wurde oder generell nur sehr selten gebraucht wird.